# 奧濟爾齊
50°51′3″N 26°51′42″E / 50.85083°N 26.86167°E
奧濟爾齊（烏克蘭語：Озірці），是烏克蘭西北部的村莊，隸屬里夫內州的里夫內區。該村始建於1629年，面積0.26平方公里，海拔高度186米，2001年人口199，人口密度每平方公里765.4人。